# Stadionul CSCT Buiucani
Stadionul CSCT Buiucani este un stadion de fotbal din sectorul Buiucani, Chișinău, Republica Moldova. Terenul este acoperit cu gazon artificial și este dotat cu nocturnă. Stadionul aparține Clubului Sportiv pentru Copii și Tineret „Buiucani”, dar de mai mulți ani acesta este „casa” echipei Dacia-2 Buiucani. O perioadă pe acest stadion a jucat și prima echipă a clubului Dacia Chișinău, meciuri de Divizia Națională. De asemenea, pe acest stadion a mai jucat și clubul RS Lilcora în Divizia „A” și Cupa Moldovei.